# Клемент Ікенна
Клемент Фердинанд Чегозіє Ікенна (англ. Clement Ferdinard Chigozie Ikenna; нар. 16 березня 2003, Порт-Гаркорт, Нігерія) — нігерійський футболіст, опорний півзахисник та правий захисник софійського «Левські», який виступає в оренді за криворізький «Кривбас».

## Клубна кар'єра
Вихованець A&B Академії та хорватського клубу «Загорец» (Крапіна). У 2022 році підписав контракт із «Дубравою». 13 серпня у матчі проти «Вуковара» дебютував у Першій лізі Хорватії. 27 серпня у поєдинку проти «Соліна» Клемент забив свій перший гол за «Дубраву». Влітку 2024 року підписав контракт із болгарським «Левські». 26 липня у матчі проти «Ботєва» з Враци дебютував у чемпіонаті Болгарії.
11 лютого 2025 року перейшов в оренду до завершення сезону 2024/25 з опцією викупу до «Кривбасу».

## Кар'єра в збірній
У 2019 році у складі юнацької збірної Нігерії взяв участь у юнацькому Кубку Африки у Танзанії. На турнірі зіграв у матчах проти Танзанії, Уганди, Гвінеї та двічі проти Анголи. У тому ж році взяв участь у юнацькому чемпіонаті світу у Бразилії. На турнірі зіграв у матчах проти команд Угорщини, Еквадора, Австралії та Нідерландів.

## Статистика виступів

### Клубна
Станом на 14 грудня 2024 року
| Клуб              | Сезон             | Ліга                | Ліга  | Ліга | Кубок | Кубок | Конт. кубок | Конт. кубок | Інші  | Інші | Загалом | Загалом |
| Клуб              | Сезон             | Дивізіон            | Матчі | Голи | Матчі | Голи  | Матчі       | Голи        | Матчі | Голи | Матчі   | Голи    |
| ----------------- | ----------------- | ------------------- | ----- | ---- | ----- | ----- | ----------- | ----------- | ----- | ---- | ------- | ------- |
| «Дубрава»         | 2022–23           | Перша ліга Хорватії | 29    | 3    | 2     | 0     | 0           | 0           | 0     | 0    | 31      | 3       |
| «Дубрава»         | 2023–24           | Перша ліга Хорватії | 30    | 0    | 0     | 0     | 0           | 0           | 0     | 0    | 30      | 0       |
| «Левські»         | 2024–25           | Перша ліга          | 11    | 0    | 2     | 0     | 0           | 0           | 0     | 0    | 13      | 0       |
| Усього за кар'єру | Усього за кар'єру | Усього за кар'єру   | 70    | 3    | 4     | 0     | 0           | 0           | 0     | 0    | 74      | 3       |